# ベラルーシ共和国憲法
ベラルーシ共和国憲法（ベラルーシきょうわこくけんぽう、ベラルーシ語: Канстытуцыя Рэспублікі Беларусь、ロシア語: Конституция Республики Беларусь）は、ベラルーシ共和国の根本法である。ソビエト連邦からの離脱を宣言してから3年後の1994年に制定され、ベラルーシの統治機構を定めるとともに、市民の権利及び自由を定めている。当時の議会に当たるベラルーシ共和国最高会議が起草に当たり、市民及び法律専門家の意見を取り入れて修正された。前文と九つの部（セクション）、146か条から成る。
憲法の構成と内容は、西側諸国の憲法と、白ロシア・ソビエト社会主義共和国時代の経験に大きく影響を受けている。多くの規定は政府の機能及び権限を定めるものであるが、市民及び居住者の権利及び自由に1章を割いている。制定後、1996年及び2004年、2022年の3回、改正が行われた。これらは大統領の権限を強化し、多選制限を廃するものであり、国民投票で承認されたが、野党勢力や選挙監視団体からは批判を受けた。

## 沿革
ベラルーシが初めて憲法を制定したのは、ソビエト共和国時代の1919年であった。この憲法は、ベラルーシが1922年にロシア、ウクライナ、ザカフカースとともにソビエト連邦を結成する連邦条約に署名するまで使われた。白ロシア・ソビエト社会主義共和国（白ロシアSSR）となったこの国は1927年に憲法を制定したが、これはソビエト連邦憲法を補完するものであった。その後1937年、1978年と新しい憲法が制定されたが、前者は主に1936年ソビエト連邦憲法（スターリン憲法）、後者は主に1977年ソビエト連邦憲法における変更に対応するためのものであった。
ベラルーシが1991年にソ連から離脱する時、ベラルーシ共和国最高会議（白ロシア・ソビエト社会主義共和国最高会議から改称）は、「ベラルーシ・ソビエト社会主義共和国国家主権宣言」を採択し、自らに1978年憲法を改正する権限を付与した。そのすぐ後、政府は憲法起草のための憲法委員会を設立した。1991年11月、第1次草案を最高会議に送付した。最高会議がこれを承認すると、第1次草案は同年12月に公刊され、国民のコメント・提案が集められた。さらに第2次、そして最終の第3次草案が憲法委員会から最高会議に提出され、第3次草案は1994年3月15日、最高会議議長・国家元首メチスラフ・リーブによって署名された。15日後に官報「ズヴェズダ」（Zvezda）でこれが公布された。次いで、最高会議は憲法に沿って第13回会期において「施行法」を制定し、1978年白ロシアSSR憲法及び国家主権宣言をいくつかの例外を除き無効とした。また同法は、2年の移行期間内に官職と政府機関を整備することとした。1994年以来、毎年3月15日は、ベラルーシで憲法記念日として記念され、国の祝日となっている。
憲法では、権力分立が定められている。ベラルーシ法では、各権力は分立するが、国民に奉仕するため協働しなければならないとされている。また、大統領民主制が採用されており、首相の役割は極めて小さくなっている。15の旧ソビエト連邦構成共和国の中で、ベラルーシはソ連崩壊後新しい憲法を制定するのが一番遅かった。制定が遅れたのは、最高会議の議員の間の論争、また最高会議を閉鎖しようとする反対派との対立のためであった。特に、行政権と立法権との関係をめぐっては1992年及び1993年に激しく論争が戦わされた。初期の草案は最高会議前議長スタニスラフ・シュシケビッチから、大統領に与えられた権限が大きすぎるとして批判された。最終草案についても、野党のベラルーシ人民戦線 (BPF) から、二権のバランスを失しており、当時のヴャチェスラフ・ケヴィッチ閣僚会議議長（首相）が大統領選に出馬することを許容しようとするものだと批判された。
ベラルーシ憲法の起草に際しては、オーストリア憲法、ベルギー憲法、デンマーク王国憲法、フランス共和国憲法、ドイツ連邦共和国基本法、イタリア共和国憲法、スウェーデン憲法、アメリカ合衆国憲法など、様々な国の憲法が参照された。また、ソ連政府により否定されていたベラルーシの伝統を復活させたいという希望も考慮に入れられた。憲法の構造は、ロシア連邦憲法と類似している。例えば、大統領の権限は、ロシア連邦大統領に与えられた権限と似通ったものである。全体として、憲法はロシア統合の動きからベラルーシの自立性を守り、ポスト・ソビエトの時代の苦難に立ち向かえるよう強い国家元首を持ち、また国内の派閥の間の妥協を図ることができるようにとの考えに基づいて定められている。
2022年2月27日、「中立の非核地帯を目指す」という条文を削除し核配備を容認すること、無制限だった大統領の任期を最大2期までにすること、全ベラルーシ人民会議を民主政治の最高代表機関として規定するという内容の改憲の是非を問う国民投票が行われ、成立した。

## 前文
憲法前文で、ベラルーシは国際社会の一員としての使命を果たすため責任を負うことが宣言されている。この責任を実行するため、政府は全人類に共通な価値を堅持し、不可侵の自決権を基礎に置くとし、これは何世紀にもわたるベラルーシの国家としての発展の歴史に支えられるとしている。また、ベラルーシは、国民の権利及び自由を称揚し、人民によって運営され法の支配に基づく安定した政府を維持することを約束している。

## 第1部：憲法制度の原則
憲法第1部は、政府の枠組みを規定し、政府はベラルーシ人民によって運営されるとしている。政府は、複数政党による間接民主制をとり、固有の外交政策を持ち、また必要な場合はその独立のため防衛する（第1条）。また、同じく第1部では、国家が国民の権利及び自由を保障することを宣言しつつ、国民は、「憲法によって課せられた義務を揺るぎなく果たす責任を国家に対して負う」としている（第2条）。
立法・行政・司法の三権分立をとり、各権は互いに独立しつつ、チェック・アンド・バランスの原則に則って協力することとされている（第6条）。政府は憲法及びこれに従う法律に拘束され、憲法に適合しない法律は無効である（第7条）。また法律は国際法に従い、ベラルーシは「普遍的に認められた国際法の原則の優位性を認識し、法律がそのような原則に従うよう保証する」こととされた（第8条）。
ベラルーシの領域はオーブラスチと呼ばれる地方行政区画に分けられる。オーブラスチは更に郡に、郡は市に分けられるほか、法律により特別の地方行政区画を設けることができる（第9条）。国民はベラルーシ国内にいると国外にいるとを問わず、国家の保護を受ける（第10条）。外国人及び無国籍者も、憲法、法律及び条約に別段の定めがない限り国民と同等の権利及び自由を有し、義務を履行する（第11条）。他国で政治的、宗教的又は民族的理由により迫害を受けた者に対しては、亡命を認めることができる（第12条）。
公用語はベラルーシ語とロシア語とされる（第17条）。また、中立と核の非保有を宣言している（第18条）。

## 第2部：個人、社会及び国家
第2部は、国民の権利について規定する。国民の権利及び自由の保障は、国の至高の目標とされ、何人も衣食住を含む尊厳ある生活水準に対する権利を有する（第21条）。何人も法の下に平等であり差別されない（第22条）。ただし、権利及び自由は、国家安全、公的秩序、公衆の道徳及び健康の保護、他者の権利及び自由を理由として、法律に規定された場合に限り制限される。法律に反する特権は認められない（第23条）。憲法の規定する権利及び自由の行使は、非常事態宣言又は戒厳令の場合に、憲法及び法律に定める手続及び範囲においてのみ一時停止される（第63条）。
何人も生命に対する権利を有し、死刑は法律に従い特に重大な犯罪についての例外的刑罰として裁判所の判決に基づいてのみ科せられる（第24条）。被疑者・被告人は、適正な手続（デュー・プロセス）を保障され、何人も自己、家族又は近親者に不利益な証言を強要されない（第25条 - 第29条）。また、居住移転の自由（第30条）、信教の自由（第31条）、婚姻及び家族制度の保護（第32条）、思想・良心の自由、表現の自由（第33条）、集会の自由（第35条）、結社の自由（第36条）、参政権（第37条 - 第38条）、請願権（第40条）、労働者の権利（第41条 - 第43条）、財産権（第44条）、保健医療に対する権利（第45条）、環境に対する権利（第46条）、社会保障の権利（第47条）、住居に対する権利（第48条）、教育に対する権利（第49条）、民族的アイデンティティに関する権利（第50条）、文化的生活の権利（第51条）が保障されている。
他方、憲法及び法律を遵守し、国の伝統を尊重する義務（第52条）、他人の尊厳、権利、自由等を尊重する義務（第53条）、歴史的、文化的、精神的遺産を保全する義務（第54条）、環境保護の義務（第55条）、納税の義務（第56条）、ベラルーシの防衛の責務（第57条）が規定されている。

## 第3部：選挙制度、国民・住民投票
第3部のうち第1章は選挙制度、第2章は国民・住民投票（レファレンダム）について規定する。
選挙権は18歳以上の国民に与えられる。ただし、裁判所によって投票能力がないとされた者、判決により身柄を拘束された者は選挙に参加することができない（第64条）。選挙は自由選挙であり、有権者は選挙に参加するか否か、また誰に投票するかを自ら決定することができる（第65条）。平等選挙（第66条）、議員の選挙は直接選挙とすること（第67条）、秘密投票（第68条）の原則が定められている。
国民投票・住民投票（レファレンダム）は、国・社会の最重要問題を決定するために実施される（第73条）。国民投票は、大統領の発案により、又は下院及び上院の提案により、あるいは45万人以上の有権者の提案により行われる（第74条）。地方の住民投票は、地方議会の発案により、又は当該地域の有権者の10％以上の提案により行われる（第75条）。

## 第4部：大統領、議会、政府、裁判所
第4部は、大統領（第3章）、議会（第4章）、政府（第5章）、裁判所（第6章）に分かれており、ベラルーシ共和国の統治機構を定める。
ベラルーシ共和国大統領は、国家元首であり、憲法並びに権利及び自由の守護者であるとされる（第79条）。大統領は国民の直接選挙によって選ばれ、任期は5年間である（第81条）。大統領の職務は第84条各号に列挙されており、下院の解散権、行政部の組織に関する権限、下院の同意の下首相を任命する権限、その他の閣僚の任免権、裁判官の任命権、政府の会議で議長を務める権限など、広汎な権限が与えられている。ベラルーシ共和国軍の最高指揮官である。また、大統領は、憲法に従い、大統領令、執行命令を発することができる。憲法に定められた場合には法律と同等の効力を有する命令を発することができる（第85条）。その他、大統領の辞任（第87条）、途中解任、罷免（第88条）について定めがある。
議会（国民議会）はベラルーシ共和国の立法機関であり、下院と上院により構成される（第90条）。下院は110名の議員により構成され、下院議員は国民の直接選挙により選ばれる。上院は地域代表機関であり、各オーブラスチ及びミンスク市から選出される8名の議員から成る（第91条）。法案提出権は大統領、下院議員、上院、政府にあるほか、有権者5万人以上の請求によって法案を提出することができる（第99条）。下院には原則として先議権があり、両院が可決した法律は大統領が署名する。大統領が法律に同意しない場合は下院に送付され、両院で3分の2以上の賛成で再可決されたときは法律として成立する（第100条）。
閣僚会議（政府）は国の行政組織の中心であり、行政権を行使する。首相及びその他の各省大臣等で構成される。首相は下院の同意の下、大統領によって任命される（第106条）。政府は行政各部を指揮し、国内・外交政策の基本方針を作成し、予算案を作成し、法令の執行を保障する（第107条）。
司法権は裁判所に与えられ、特別裁判所の設置は禁止される（第109条）。司法権の独立が保障され（第110条）、裁判所には法令の違憲審査権がある（第112条）。裁判の公開（第114条）、当事者対抗的な対審構造（第115条）が規定されている。違憲審査権を行使するのはベラルーシ共和国憲法裁判所であり、12人の裁判官（6人は大統領が任命、他の6人は上院が選出。任期11年）から成り、大統領、下院、上院、最高裁判所、最高経済裁判所又は閣僚会議の提案に基づき法令の合憲性を審査する（第116条）。

## 第5部：地方政府及び自治
第5部は地方自治について定める。地方議会は住民により選挙され（第118条）、自治体の首長は地方議会の承認の下、大統領によって任命される（第119条）。自治体は、経済・社会開発計画や地方予算を承認し、法律の範囲内で地方税を課す権限を有する（第121条）。

## 第6部：検察、国家監察委員会
第6部は第7章（検察）及び第8章（国家監察委員会）に分かれる。
検察には検事総長以下の検察官が置かれ、省庁、地方行政機関、企業、団体、国民等による法律、命令、指令等の法令の厳格かつ統一的な執行を監視する。刑事事件の捜査・公判維持を行うほか、民事・刑事事件における裁判所の決定の法律適合性を監督する（第125条）。検事総長は上院の同意の下、大統領によって任命され、その下の検察官は検事総長によって任命される（第126条）。
国家監察委員会は国家予算の執行、国家財産の利用、国家財産・経済・財政・租税問題に関する規制の執行を監査する（第129条）。大統領により組織され、委員長は大統領により任命される（第130条）。

## 第7部：財政及び金融制度
第7部は財政・金融制度について規定し、国内における統一的な財政・租税・金融・通貨政策を追求すべきとしている（第132条）。予算には国家予算と各地方予算があり、歳入は法律により定まる租税、その他の義務的支払等から成り、国の経費は国家予算の歳出で賄わなければならない（第133条）。決算報告は毎会計年度が終了して5箇月以内に議会に提出され、公刊される（第135条）。ベラルーシ共和国国立銀行は金融、通貨の流通を管理し、貨幣（ベラルーシ・ルーブル）の発行権を有する（第136条）。

## 第8部：憲法の効果及び改正
憲法は最高法規であり、憲法と法律、命令、指令等の法令との間に抵触があるときは憲法が適用される（第137条）。憲法の改正は、大統領の発案又は15万人以上の有権者の要求により、議会の両院が審議する（第138条）。各議院の3分の2以上の賛成で可決されたとき、又は国民投票で過半数の賛成を得たとき、憲法改正が効力を生じる。ただし第1部、第2部、第4部、第8部は国民投票のみによって改正し得る（第140条）。

## 第9部：附則、経過規定
第9部は、本憲法制定前の法律は本憲法と抵触しない限りで効力を有すること（第142条）など、憲法制定に際しての経過措置を定める。

## 改正
1994年、大統領に就任したアレクサンドル・ルカシェンコは、すぐに大統領の権限強化の方向で憲法を改正する意向を述べた。1995年の国民投票において、四つの質問のうち一つで議会が法律に違反した場合大統領が議会を解散できることとすることの当否が問われた。これには反対する最高ソビエト議員がいたが、77％の支持を得た。

### 1996年改正
1996年11月、ルカシェンコ大統領は最高会議の抵抗を押し切り、国民投票を実施した。これに先立ち、1996年9月、最高会議は自ら国民投票を実施しようとしたが、憲法裁判所によって憲法に抵触するとして退けられていた。11月の国民投票は大統領の権限を強化するもので、次のような内容を含む。
1. 一院制議会である最高会議を廃止し、二院制の議会を設置する。
2. ルカシェンコ大統領の任期を1999年から2001まで延長する。

国民投票では750万票中84％が賛成し、同年11月28日、ルカシェンコ大統領は改正案に署名した。
1996年の国民投票は、新しい議会からの野党の排除につながった。透明性と票の水増し疑惑により、欧州連合 (EU)、アメリカ合衆国その他いくつかの国は投票の結果を承認していない。

### 2004年改正
2004年には大統領の多選制限を緩和する憲法改正案が国民投票にかけられた。それまで、大統領の任期は2期までに制限されていた。投票率は90%近くに上り、77.3%が多選制限規定の廃止に賛成した。憲法改正は同年10月17日に実行された。1996年の国民投票と同様、投票の有効性には疑問が呈された。欧州安全保障協力機構 (OSCE) によれば、多くの投票所には独立の監視人が配置されておらず、OSCEの「自由かつ公正な選挙」の要件を満たしていないという。他のNGOの指摘では、有権者の半数以上は投票に参加しておらず、政府の報告には瑕疵があるという。2年後の2006年、ルカシェンコ大統領は83%の得票率で3選を果たした。その後も、健康の許す限り政界を引退せず2011年の再選を目指すと述べた。

### 憲法改正への批判
2回の国民投票とも、国内の野党勢力及び国際的な選挙監視団体から透明性に欠けるとして厳しい批判を浴びている。1996年の国民投票では、野党民主化勢力は投票のボイコットを決め、その選挙では投票所に政府側の支持を訴える広告が貼られているなどの問題があったことが指摘されている。野党勢力は、1996年の最高ソビエト解散が、最後の民主主義的議会を失わせ、ルカシェンコの意のままになる議会を生み出すことになったと主張している。1999年、国際連合の裁判官及び弁護士の独立性に関する特別報告者は、ベラルーシを訪問後、法律、指令と憲法との不整合性を指摘している。